# Leah Neuberger
Leah Neuberger (geb. Thall; * 17. Dezember 1915 in Columbus (Ohio); † 25. Januar 1993 in Manhattan) war in den 1950er Jahren die beste amerikanische Tischtennisspielerin. Sie gewann 1956 die Weltmeisterschaft im Mixed.

## Namen
Zunächst spielte sie unter ihrem Geburtsnamen Leah Thall. 1948 heiratete sie Ty Neuberger und wurde nun als Leah Neuberger oder Leah Neuberger-Thall oder Leah Thall-Neuberger aufgeführt. Häufig wurde sie auch einfach nur Miss Ping genannt.

## Weltmeisterschaften
Zwischen 1947 und 1969 trat Neuberger bei 11 Weltmeisterschaften an. Ihren größten Erfolg erzielte sie bei der WM 1956 in Tokio. Hier wurde sie zusammen mit Erwin Klein (USA) Weltmeister im Mixed nach dem Endspielsieg über Ivan Andreadis/Ann Haydon.
Im Mannschaftswettbewerb der WM 1951 in Wien gewann sie gegen Trude Pritzi und wurde danach auf Platz 3 der ITTF-Weltrangliste geführt.
Mit ihrer Schwester Thelma Thall (später Thelma Sommer) holte sie bei der WM 1948 Bronze, nachdem sie zuvor das Weltklassedoppel Pritzi/Rozeanu besiegt hatten.
Weitere Bronzemedaillen gewann sie bei der WM 1947 mit der amerikanischen Mannschaft und im Doppel mit Davida Hawthorn sowie bei der WM 1951 im Einzel und im Doppel mit Pauline Ickhoff.

## Erfolge in den USA und Kanada
Bei den offenen amerikanischen Meisterschaften holte sie zwischen 1949 und 1974 insgesamt 29 erste Plätze, 9-mal im Einzel, 12-mal im Doppel und 8-mal im Mixed. Bei den offenen Meisterschaften von Kanada siegte sie 11-mal im Einzel und 30-mal im Doppel oder Mixed. 1958 wurde sie in der amerikanischen Rangliste auf Platz eins geführt.

## Sonstiges
Im Zuge der Ping-Pong-Diplomatie besuchte sie mit der kanadischen Tischtennismannschaft China und sprach dabei auch mit dem Premierminister Zhou Enlai.
1980 wurde Leah Neuberger in die Hall of Fame aufgenommen, 1999 on die International Jewish Sports Hall of Fame. 2005 erhielt sie den Mark Matthews Lifetime Achievement Award.

## Turnierergebnisse
| Verband | Veranstaltung     | Jahr | Ort       | Land | Einzel        | Doppel        | Mixed      | Team |
| ------- | ----------------- | ---- | --------- | ---- | ------------- | ------------- | ---------- | ---- |
| USA     | Weltmeisterschaft | 1969 | München   | FRG  | letzte 64     | letzte 32     | Qual       |      |
| USA     | Weltmeisterschaft | 1967 | Stockholm | SWE  | letzte 64     | letzte 32     | letzte 128 | 18   |
| USA     | Weltmeisterschaft | 1963 | Prag      | TCH  | letzte 32     | letzte 64     | letzte 64  |      |
| USA     | Weltmeisterschaft | 1959 | Dortmund  | FRG  | letzte 128    | Viertelfinale | letzte 64  |      |
| USA     | Weltmeisterschaft | 1957 | Stockholm | SWE  | letzte 64     | letzte 64     | letzte 32  | 12   |
| USA     | Weltmeisterschaft | 1956 | Tokio     | JPN  | letzte 16     | Viertelfinale | Gold       | 4    |
| USA     | Weltmeisterschaft | 1955 | Utrecht   | NED  | letzte 64     | letzte 64     | letzte 32  | 10   |
| USA     | Weltmeisterschaft | 1954 | Wembley   | ENG  | letzte 64     | letzte 16     | letzte 16  | 14   |
| USA     | Weltmeisterschaft | 1951 | Wien      | AUT  | Halbfinale    | Halbfinale    | letzte 64  | 7    |
| USA     | Weltmeisterschaft | 1948 | Wembley   | ENG  | Viertelfinale | Halbfinale    | letzte 32  | 5    |
| USA     | Weltmeisterschaft | 1947 | Paris     | FRA  | letzte 32     | Halbfinale    | letzte 32  | 3    |